# Baetis cyrneus
Baetis cyrneus is een haft uit de familie Baetidae. De wetenschappelijke naam van de soort is voor het eerst geldig gepubliceerd in 1984 door Thomas & Gazagnes.
De soort komt voor in het Palearctisch gebied.